# Forficatocaris tetracantha
Forficatocaris tetracantha is een eenoogkreeftjessoort uit de familie van de Parastenocarididae. De wetenschappelijke naam van de soort is voor het eerst geldig gepubliceerd in 1963 door Noodt.